# Public Herald
Public Herald — це неприбуткова організація, що займається журналістськими розслідуваннями, яка базується в Піттсбурзі, штат Пенсільванія . Створена в 2011 році Джошуа Прибанічем (англ. Joshua Pribanic) і Мелісса Траутман (англ. Melissa Troutman), Public Herald відома своїми розслідувальними репортажами про фрекінг та його вплив на воду в Пенсільванії. Їх гасло — «медіа заради громадських інтересів».
Public Herald брала активну участь у дослідженнях проблем навколишнього середовища, опублікувала фільми «Потрійний поділ» (англ. Triple Divide), «Потрійний поділ [Відредаговано]» (англ. Triple Divide [Redacted]) і «Невидима рука» (англ. Invisible Hand), а також провела розслідування про фрекінг та його вплив на підземні води в Пенсільванії . Public Herald також запустила проект #fileroom, який збирає інформацію про нафту і газ і публікує ці записи в Інтернеті, щоб вони були доступні як для громадськості, так і для журналістів.
Роботи Public Herald мали широке висвітлення в екологічній журналістиці. і основних засобах масової інформації, зокрема в NPR Marketplace, Rolling Stone, The Washington Post, The New York Times і RT . Їхня робота також згадується в книгах Елізи Ґрісвольд «Дружба та процвітання: одна сім'я та розрив Америки» (англ. Amity and Prosperity: One Family and the Fracturing of America), Ерін О'Доннелл (англ. Erin O'Donnell) «Законні права для річок: конкуренція, співпраця та управління водними ресурсами» (англ. Legal Rights for Rivers: Competition, Collaboration and Water Governance) і Камерона ла Фолета (англ. Cameron La Follette) та Кріса Мазера (англ. Chris Maser) «Сталість та права природи: вступ» (англ. Sustainability and the Rights of Nature: An Introduction).

## Фільми та розслідування
У 2013 році Public Herald випустила фільм «Потрійний поділ», в якому документально зафіксовано порушення, пов'язані з суперечливою практикою фрекінгу.
21 вересня 2015 року Public Herald опублікувала звіт під назвою «Як пов'язані з фрекінгом випадки забруднення води, виявлені Департаментом охорони навколишнього середовища Пенсильванії» (англ. Ways Pennsylvania DEP Water Contamination Cases Related to Fracking are “Cooked”)
У 2017 році, Public Herald випустила свій другий повнометражний документальний фільм «Потрійний поділ [Відредаговано]», доповнений тим, що не було показано у фільмі «Потрійний поділ».
У 2018 році Public Herald випустила документальний фільм під назвою «Невидима рука», в центрі якого — історія Гранта Тауншипа, про яку раніше повідомляла Public Herald. У фільмі обговорюються демократія, капіталізм і права природи. Марк Раффало — виконавчий продюсер всіх 3 фільмів. Режисерами були Мелісса Траутман і Джошуа Б. Прибаніч.
Доповіді PublicHerald.org цитувалися в низці наукових статей.

## #fileroom
У 2015 році Public Herald створила онлайн-ресурс #fileroom, розташований на publicfiles.org, для збору інформації про нафту і газ, відкритий для громадськості та журналістів для доповнення або використання. Є категорії для скарг, дозволів, відходів, дослідження міграції газу та правовий розділ для судових справ та законодавства, пов'язаного з нафтою і газом у Пенсильванії.

## Нагороди та фінансування
У 2014 році The Investigative News Network і Knight Foundation присудили $ 35,000 через Інноваційний фонд для роботи над фільмом «Потрійний поділ».
Нагороди та фестивалі
- Приз вибору глядачів, Real to Reel Film Festival
- Нагорода за заслуги, Accolade Global Film Competition
- Друге місце, нагорода глядачів, Reading Film Fest
- Нью-йоркський кіно- та телевізійний фестиваль
- Міжнародний кінофестиваль у штаті Меріленд
- Міжнародний кінофестиваль «Ері»
- Фестиваль екологічного кіно в Колорадо
- Кінофестиваль «Гаррісберг-Херші»